# Psychotria lubutuensis
Psychotria lubutuensis är en måreväxtart som beskrevs av De Wild.. Psychotria lubutuensis ingår i släktet Psychotria och familjen måreväxter. Inga underarter finns listade i Catalogue of Life.